# 福島佑理
福島 佑理（ふくしま ゆり、1991年4月15日 - ）は、日本のフリーアナウンサー。東京都江戸川区出身。キャスタークリエイト・ジャパン所属。

## 人物
早稲田大学文化構想学部卒業後、2015年4月に三菱UFJ銀行へ入行。2016年3月、NHK長野放送局に契約キャスターとして勤務。2020年3月末に同局を退職。翌4月より『TBS NEWS』のキャスターを担当した。
2024年3月、TBSスパークル（キャスト・プラス）を退所し、同年4月よりキャスタークリエイト・ジャパン所属。

## 担当番組

### 現在
- マイあさ!（NHKラジオ第1 2023年4月10日 - ） - サブキャスター
- Abema News（ABEMA 2024年4月 - ） - キャスター[3]

### 過去
- TBS NEWS（2020年4月 - 2023年3月） - キャスター[4]